# 洪坪杏
洪坪杏，《中國植物志》誤作洪平杏，是蔷薇科李属的植物，为中国的特有植物，产于湖北省竹山县洪坪村，生长于海拔1,800米的地区，多生在公路边以及村旁，果实供食用。